# 猞猁号鱼雷艇
猞猁号（德語：Luchs）是德国国家海军暨战争海军于1920年代中期建造的六艘1924（猛兽）级鱼雷艇的3号艇。它曾在1930年代末的西班牙内战期间多次执行不干预巡逻任务。二战爆发后，该艇又在1940年挪威战役的克里斯蒂安桑海战中发挥了次要作用。至1940年7月26日，猞猁号在挪威海域执行护航任务期间遭英国潜艇泰晤士号击沉。

## 设计及装备
猛兽级鱼雷艇的设计源自前级猛禽级，其体型稍大、速度略快，但武器装备类似。猞猁号的水线长和全长分别为89米和92.6米，有8.65米的舷宽以及平均3.65米吃水深度；设计排水量为933吨，满载时则可达1,320吨。它由两台布朗-博韦里齿轮传动蒸汽轮机提供动力，各负责驱动一副直径为2.35米的三叶螺旋桨。过热蒸汽则由三台燃油水管锅炉供应，这使得它在23,000匹軸馬力（17,000千瓦特）额定功率下的设计航速为34節（63每小時）。该艇最多可贮存338吨燃料油，能够以17節（31每小時）的速度的巡航1,997海里（3,698）。艇只的标准船员编制为4名军官和125名水兵。
竣工时，猛兽级艇装备有三门105毫米28倍径速射炮作为主炮，一门位于艇艏前部，两门位于艇艉后部，从艏到艉依次编为1至3号炮。它们还在两座水面三联装挂架上安装有六具500毫米鱼雷发射管，并可携带多达30枚水雷。1931年后，这些鱼雷发射管被533毫米管取代，并增加了一对20毫米30式高射炮。猞猁号的105毫米炮则于1932年被替换为127毫米34式速射炮进行海试，之后获应用至1934级驱逐舰。

## 建造及服役

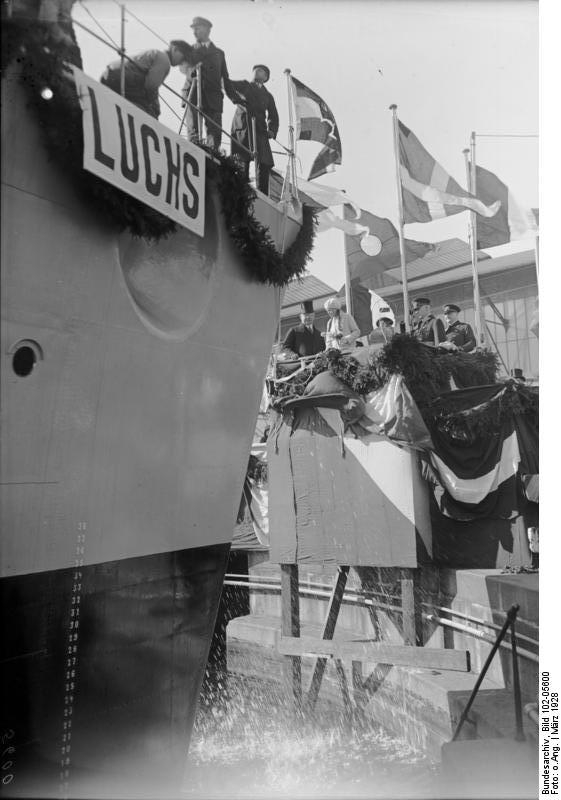
猞猁号的下水仪式

猞猁号自1927年4月2日起与姊妹艇虎号一起在威廉港的国家海军造船厂铺设龙骨，建造序列为111。它们均于1928年3月15日与另两艘姊妹艇美洲豹号和豹号共同下水，其中猞猁号由时任国家海军舰队司令的伊万·奥尔德科普发表下水演说，并由前猞猁号炮舰的末任舰长、退役海军上校马克斯·蒂尔里兴斯（Max Thierichens）主持为新艇命名。经过一年多的舾装，新猞猁号于1929年4月15日投运，被编入第3鱼雷艇半区舰队（3. Torpedoboots-Halbflottille）接替退役的老旧鱼雷艇V-3号。完成了当年的多次海试后，它相继跟随舰队参加了1930年4月2日至6月18日的地中海训练巡航，以及1931年夏季的挪威海域巡航。该艇于1932年10月1日停运，其船员被转移至美洲豹号。
1933年10月5日，猞猁号重新投运，受第2鱼雷艇半区舰队指挥。该艇于1934年7月到访芬兰的维堡。1935年10月1日，第2鱼雷艇半区舰队改制为第2鱼雷艇区舰队，猞猁号的隶属关系维持不变。西班牙内战爆发后，它从1936年到1938年期间曾多次被派往当地海域，执行所谓的“不干预巡逻”任务，目的是防止人员和物资落入参战方手中。首次部署于1936年7月至8月间与轻巡洋舰科隆号和另外三艘鱼雷艇共同执行，当时装甲舰舍尔将军号和德国号已在当地，并成为参与国际海上封锁的一份子。第二次类似行动于1936年10月至11月再次执行。返回德国后，猞猁号被充当训练艇，并在船厂停留了一段时间。1937年5月和6月，该艇在第三次部署中前往西班牙东岸附近、即不干预委员会指定的区域外游弋，并使用巴利阿里群岛作为补给区。期间在对阿尔梅里亚的攻击中，它主要负责为舍尔将军号提供保护。猞猁号的最后一次西班牙部署是在1937年7月至9月完成，随后于9月23日再次停运。
猞猁号于1938年2月16日重新投运，先是在训练部门顶替鱼雷艇信天翁号，不久之后又被编入第4鱼雷艇区舰队。1938年6月，该艇再次出现在西班牙海域并停留了数周。 1938年7月，它参加了在本土进行的舰队鱼雷射击训练，继而于8月22日参与在匈牙利国家元首霍爾蒂·米克洛什和阿道夫·希特勒面前举行、为庆祝重巡洋舰欧根亲王号下水的海上阅兵。猞猁号还曾于1939年初列席战列舰俾斯麦号的下水仪式。 1939年4月4日，第4和第6区舰队合并组成新的第6鱼雷艇区舰队。

### 第二次世界大战

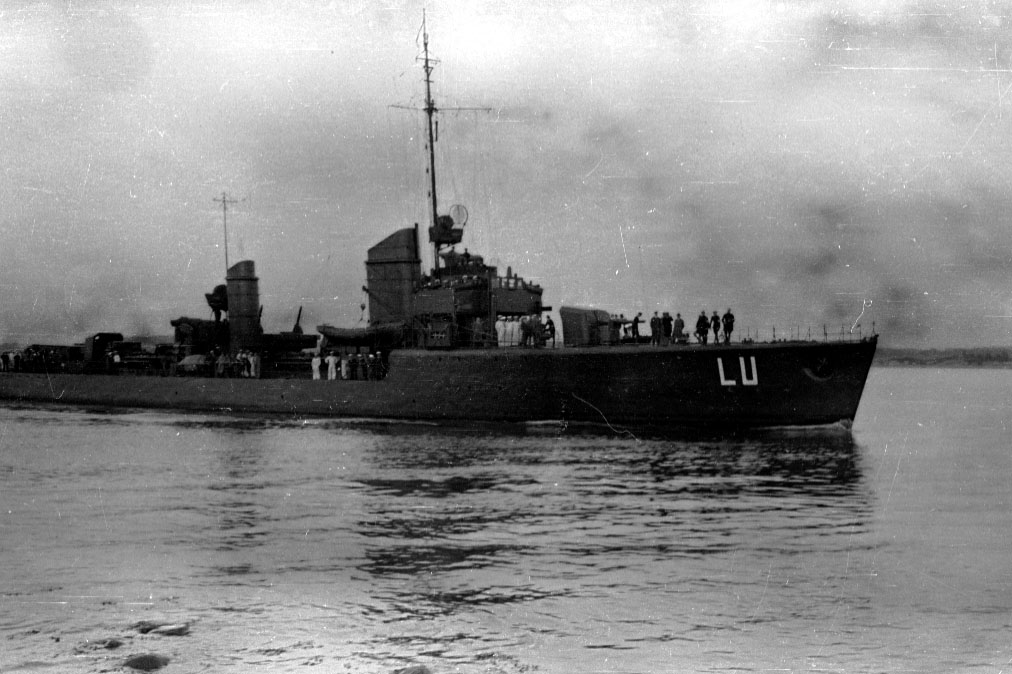
猞猁号在诺伊施塔特（1934年）

与其它同级艇一样，狼号在战争爆发之初的主要任务是为布雷舰在北海布设防御性雷区提供支援。1940年2月16日，英国皇家海军在中立的挪威水域扣押德国补给舰阿尔特马克号并营救了舰上被俘的英国水兵，为了报复这次“阿尔特马克号事件”，纳粹海军组织了“诺德马克行动”，在北海北部远至设得兰群岛搜寻同盟国商船。其中猞猁号、鱼雷艇海雕号连同第2驱逐区舰队于2月18日出击的初始阶段负责护送战列舰沙恩霍斯特号、格奈森瑙号以及重巡洋舰希佩尔将军号，进而在斯卡格拉克海峡巡逻至20日。
在1940年4月“威悉演习行动”的挪威战役中，该艇被编入海军上校弗里德里希·里弗（旗舰为轻巡洋舰卡尔斯鲁厄号）麾下的第四集群，任务是攻占克里斯蒂安桑。它们于4月8日上午从威悉明德出发，计划于翌日清晨抵达克里斯蒂安桑，却因大雾而延误。由于被发现接近城市，奥德罗亚要塞的岸基炮台于05:32向卡尔斯鲁厄号开火。巡洋舰、猞猁号和海雕号都进行了还击。双方都没有给彼此造成任何伤害，尽管卡尔斯鲁厄号有几枚炮弹偏离目标并落入城市。由于里弗的旗舰载满了士兵，只有舰艏炮能够实施炮击，他遂命令部队转向并放置烟幕以掩护他们于05:45撤退。不久之后，来自第4轰炸机联队的6架He 111轟炸機袭击了要塞。他们的炸弹大多落在防御工事之外，惟有一枚炸毁了西侧的弹药库，另一枚则在信号站附近爆炸，炸死2人，并切断了大部分对外通讯线路。看到弹药库爆炸和要塞所在岛屿无数次被击中，里弗倍受鼓舞，命其舰艇于05:55再次尝试，但采用特定角度，以便所有火炮都能施射。这次双方的命中率都有所提高，但没有德国舰艇受损，仅卡尔斯鲁厄号的数枚炮弹落在要塞内，炸伤了几名炮手。由于对挪威的防御没有明显影响，里弗被迫于06:23再次撤退。此时他想到了一个远距离炮击要塞的主意，这样便可以利用俯射火力从上方攻击要塞的海岸炮，同时使卡尔斯鲁厄号离开防御火炮的射程之内。轻巡洋舰于06:50开火，里弗命令猞猁号和海雕号驶过狭窄的航道，但在它们到达之前到达之前便弥漫起雾气，他不得不取消命令。卡尔斯鲁厄号的火力基本无效，更多的炮弹落在城市中，因此里弗于07:30左右撤退并请求额外的空中支援。
大约同一时间，一架英国侦察机飞越克里斯蒂安桑，但未发现离岸的德国舰艇。该地区的海军指挥官向最高司令部询问英国军队是否应该交战，却收到放行对方的命令。他于08:05将命令传达至奥德罗亚。09:00左右，当雾气暂时消散时，里夫重新尝试强行通过狭窄的航道，但几乎使卡尔斯鲁厄号搁浅，只得再次撤离。绝望之际，里弗命令其士兵于09:25雾气再次升起时登上4艘小型S艇，并要求他们不惜一切代价冲进港湾。一小时后，挪威人发现了进犯的德国舰艇：猞猁号和海雕号高速驶来，后面跟着4艘S艇。它们被报道为两艘巡洋舰从不同的方向接近，这使得一些观察者认为对方不是德国舰艇，尤其是因为之前有传言称在斯卡格拉克海峡发现了英国船只。当观察人员报告说对方悬挂的是法国三色旗时（将其与颜色近似的德国海军信号旗混淆了），情况愈加混乱。挪威人认为他们等来了盟军舰艇的营救，于是海岸炮并未开火，导致德国人没有遇到任何抵抗便完成登陆，并于10:45左右占领了防御工事。
里弗奉命尽快返回基尔，因此卡尔斯鲁厄号于4月9日18:00启航，由猞猁号、海雕号及其姊妹艇狮鹫号护航。途中，英国潜艇逃学号于18:58发射的一枚鱼雷击中轻巡洋舰的舰舯，导致后者所有动力、舵机和泵都瘫痪。猞猁号避开了其它九枚鱼雷，并定位到潜艇的位置，在接下来的数小时内与另外两艘鱼雷艇一起展开深水炸弹攻击。逃学号受损，但幸免于难。里弗命令其部属登上鱼雷艇，其中猞猁号接收了大约350名船员后先行离开，而他则与狮鹫号一同用两枚鱼雷彻底凿沉了卡尔斯鲁厄号。4月11日，当装甲舰吕措号在丹麦海岸外也遭一艘英国潜艇击沉后，猞猁号、海雕号和狮鹫号等舰艇也于次日早晨抵达提供救援。抵达基尔后，猞猁号前往船厂修复受损。
1940年7月26日，猞猁号与鸡貂号、美洲豹号、神鹫号和其他鱼雷艇一起从挪威的斯塔万格出发，为从特隆赫姆驶往德国进行维修的格奈森瑙号提供护航。当天，德国空中侦察机报告发现一艘敌方潜艇。然而，舰群忽视了这一信息，并没有绕过这片危险海域。英国潜艇泰晤士号在耶伦附近发现该舰群后，向格奈森瑙号发射了一枚鱼雷，却于15:47命中在相同航线上行驶的猞猁号锅炉舱。后者随即发生爆炸，断成两截。其中艇艉在一分钟内沉没，但螺旋桨仍在转动；两分钟后，前半部也沉没。猞猁号的155名船员中有102人阵亡，其余53人则分别被鸡貂号和美洲豹号救起。德国人最初将沉没归咎于水雷，因为有报道称该地区有雷区。但实际当时只有一艘英国潜艇，即泰晤士号出没并发动了袭击。